# Барвенковский краеведческий музей
Барвенковский краеведческий музей — музейное заведение краеведческого профиля в городе Барвенково (районный центр Харьковской области); важное собрание материалов по истории, этнографии и выдающихся лиц Барвенковщины.

## История
Музей в Барвенково был создан в 1936 году (по другим данным — 1934) благодаря стараниям группы местных энтузиастов. До войны 1941—1945 гг музей работал на общественных началах и располагался в 2-х небольших комнатах в так называемом «Доме обороны» в районном центре селе (с 1938 года городе) Барвенково. До войны в музее была интересная коллекция древностей — старинной мебели, украшений, предметов декоративно-прикладного искусства, произведений изобразительного искусства. С началом войны музей прекратил свою деятельность, большая часть коллекции была утрачена. После первого освобождения города Барвенково от фашистских оккупантов зимой 1942 года решением Харьковского областного совета № 175 от 26 марта 1942 музей должен был возобновить работу, но воплотить в жизнь решение не удалось — город был оккупирован во второй раз. После войны в 1946 году музей был реорганизован и возобновил работу. Находился в помещении городского кинотеатра (на нынешней улице Свердлова), где занимал площадь 59 м², из них под экспозицией было 35 м². Заведение имело около 2 тысяч музейных предметов. Директором музея был Дьяченко Иван Сергеевич.
В 1950 году музей вновь был закрыт. В 1960 году благодаря ходатайству И. Дьяченко музей был открыт и расположен в аварийном помещении. Через полтора года он снова был закрыт. И после первого, и после второго его закрытия ценные экспонаты вывозились в другие музеи. В 1974 году музей вновь открыт, но как художественный. В нем выставлены работы И. А. Плиса и других авторов (С. Васильковского , М. Раевской — Ивановой). Располагалось заведение сначала на углу улиц Б. Хмельницкого и Кирова, а затем (с 1983 года) переведено на центральную площадь города. Последняя экспозиция имела площадь 310 м², музей имел 4475 единиц хранения, среди которых археологические и этнографические коллекции, оригинальные документы, фотографии, периодические издания прошлых лет и т. д. В 1977 году музей получил звание народного.
3 марта 1990 Постановлением Совета Министров УССР № 50 было принято решение о создании в Барвенково краеведческой филиала Харьковского исторического музея. 3 апреля того же года было издано соответствующее распоряжение председателя исполкома Харьковского областного совета народных депутатов А. С. Масельского. Музей было решено расположить в здании начала XX века по адресу: ул. Первомайская, 5. В мае 2003 года в соседнем помещении (ул. Первомайская, 3) был открыт художественный отдел Барвенковского краеведческого музея.
Директора музея (на протяжении его существования):
- Плис Иван Алексеевич;
- Дьяченко Иван Сергеевич;
- Молгачев Олег Александрович;
- Плис Антонина Яковлевна;
- Троян Юрий Васильевич;
- Митин Юрий Иванович

В данное время музеем управляет Зелёный Николай Владимирович 

## Фонды, экспозиция, отделы, деятельность
Барвенковский краеведческий музей имеет более 9000 единиц хранения, из них произведений искусства: живописи — более 300 ; скульптур — 16, предметов декоративно — прикладного искусства — более 100. Выставочные площади музея позволяют экспонировать одновременно не более 30 % экспонатов. Историко— краеведческий отдел музея имеет 6 выставочных залов: естественно -археологический; четыре зала посвящены историческим периодам развития города и района; шестой зал предназначен для временных экспозиций. Художественный отдел Барвенковского краеведческого музея имеет 4 выставочных зала, из которых два тематические: один посвящён работам И. А. Плиса, второй — жизни и творчеству М. Д. Раевской — Ивановой. Музей проводит большую работу по популяризации истории города и района. Так, начиная с 2003 года его сотрудниками ведется работа по созданию Энциклопедии Барвенковщины. Среди посетителей музея граждане Украины, Греции, Канады, Германии, России и других стран.